# Фаб'ян Бленхіно
Фаб'ян Бленхіно (ісп. Fabián Blengino) — колишній аргентинський тенісист.
Найвищу одиночну позицію світового рейтингу — 370 місце досяг 9 жовтня 1989, парну — 275 місце — 15 травня 1989 року.

## Титули ATP Челленджер

### Парний розряд: (1)
| Ранг | Дата     | Турнір           | Покриття | Партнер          | Суперники                        | Рахунок       |
| ---- | -------- | ---------------- | -------- | ---------------- | -------------------------------- | ------------- |
| 1.   | Гру 1989 | Богота, Колумбія | Ґрунт    | Густаво Джуссані | Гільєрмо Мінутелья Херардо Мірад | 6–4, 1–6, 7–6 |